# Peribatodes francosuevica
Peribatodes francosuevica är en fjärilsart som beskrevs av Schneider 1942. Peribatodes francosuevica ingår i släktet Peribatodes och familjen mätare. Inga underarter finns listade i Catalogue of Life.